# Atmotic Ship
 (février 2025).
L' Atmotic Ship (vaisseau atmosphérique) fut un projet de dirigeable expérimental à vapeur conçu en 1851 par William Bland (en) (chirurgien et bagnard devenu figure publique), mais aucun prototype ne fut jamais construit. Bland en eut l'idée en mars 1851 et la fit donc breveter. Ce projet visait à transporter des passagers et du cargo de Sydney à Londres en moins d'une semaine, un exploit ambitieux pour l'époque,.
Il s'inspira peut-être des rapports sur les ballons aérostatiques publiés dans The Sydney Morning Herald. Il avait également correspondu avec Francis Forbes (en), qui proposa en 1843 une « voiture aérienne » à vapeur.
Bland proposait un "lest coulissant" pour gérer les ascensions et descentes sans larguer de gaz.
Le dernier modèle sur le papier de l'Atmotic Ship étaitfut conçu comme un dirigeable rempli d'hydrogène, doté de deux hélices fonctionnant à la vapeur et de deux autres alimentées par la pression atmosphérique. Ce projet alliait ainsi des technologies aéronautiques et de propulsion à vapeur, et donc c'était une approche très innovante pour l'époque. Des maquettes de ce vaisseau furent par la suite présentées dans des lieux renommés, notamment au Crystal Palace de Londres en 1854, puis à Paris en 1855. Malgré l'intérêt suscité par ces expositions, la version grandeur nature du navire, qui devait mesurer 60 mètres de long et pouvoir soulever 1,5 tonne, n'a jamais vu le jour.
En 1859, Bland présenta une conférence intitulée "On Atmotic Navigation" à la Royal Society of New South Wales.
Il continua à promouvoir son dirigeable jusqu'à sa mort en 1868. Il écrivit aux dirigeants internationaux et proposa au Colonial Office de nommer le premier dirigeable en l'honneur de la Reine Victoria.
Il sollicita l'Aeronautical Society of Great Britain, mais son idée fut rejetée.

## Caractéristiques techniques
- Type de propulsion : Propulsé par la vapeur.  
- Date de conception : 1851.  
- Inventeur : William Bland.  
- Gestion des ascensions et descentes : Utilisation d'un "lest coulissant" à déplacer vers l'avant, l'arrière ou le centre du dirigeable pour contrôler l'ascension ou la descente. Cette méthode vise à éviter la libération de gaz ou le largage de lest habituellement nécessaire pour la gestion de l'altitude.  
- Gondole : Désignée sous le terme de "voiture", elle est reliée au dirigeable et participe aux manœuvres d'ascension et de descente.  
- Dimensions visuelles : Illustrations multiples décrivant l'état du dirigeable avant et pendant le gonflage, ainsi que durant l'ascension et la descente.  
- Brevet : William Bland obtint un brevet pour un dispositif de suppression d'incendie en 1867, mais proposa aussi de vendre les droits de brevet de l'Atmotic Ship.  
- Matériau et design non précisés : Aucun prototype n'a jamais été construit, et les détails spécifiques sur les matériaux ou le design structurel ne sont pas explicitement mentionnés.